# Mouvement Momentum
Pour les articles homonymes, voir Momentum.
Le Mouvement Momentum (en hongrois : Momentum Mozgalom [ˈmomɛntum ˈmozgɒlom]) est un parti politique hongrois centriste, dirigé par András Fekete-Győr. Sa fondation en 2017 s'inscrit dans le sillage du mouvement NOlimpia, vaste collecte de signatures pour réclamer un référendum municipal quant à l'organisation des Jeux olympiques d'été de 2024 à Budapest. Le MoMo revendique une posture générationnelle et de dépassement du clivage gauche-droite.

## Résultats électoraux

### Assemblée nationale
| Année | Voix      | %     | Sièges  | Position |
| ----- | --------- | ----- | ------- | -------- |
| 2018  | 175 225   | 3,06  | 0 / 199 | 6e       |
| 2022  | 1 947 331 | 34,44 | 9 / 199 | 6e       |

### Élections municipales
| Année | Conseils de comitats | +/- |            | Assemblée de Budapest | +/- |
| ----- | -------------------- | --- | ---------- | --------------------- | --- |
| 2019  | 29 / 381             |     | 18 / 31[e] | 6                     |     |

- ^ Fait partie d'une alliance électorale

### Élections européennes
| Année | Voix    | %    | Sièges | Position |
| ----- | ------- | ---- | ------ | -------- |
| 2019  | 344 512 | 9,93 | 2 / 21 | 3e       |
| 2024  | 169 082 | 3,70 | 0 / 21 | 5e       |